# Zaak-Fritzl

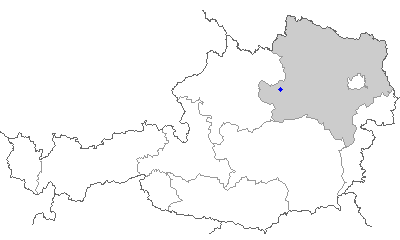
Ligging van Amstetten in Oostenrijk

De zaak-Fritzl is een incestzaak die zich jarenlang heeft afgespeeld in het Oostenrijkse Amstetten. De dader was Josef Fritzl (Amstetten, 9 april 1935), een Oostenrijkse man die op 27 april 2008 op 73-jarige leeftijd in zijn woonplaats Amstetten werd opgepakt. Hij bekende zijn dochter Elisabeth sinds haar elfde seksueel te hebben misbruikt. Sinds augustus 1984 – Elisabeth was toen 18 jaar – had hij haar in een speciaal voor dat doel aangelegde kelder onder zijn huis gevangengehouden.

## Josef Fritzl
Josef Fritzl was in 1935 in Amstetten geboren. Hij was enig kind, zijn vader verliet het gezin in 1939 en sneuvelde in 1944. Hij had een harde jeugd door de combinatie van de Tweede Wereldoorlog en de nasleep hiervan die schaarste veroorzaakte, en zware mishandeling door zijn moeder. Dit heeft hoogstwaarschijnlijk grote invloed op het karakter van Fritzl gehad. Fritzl studeerde elektrotechniek en werkte onder andere bij Voest-Alpine. Later verkocht hij machineonderdelen waarvoor hij door heel Oostenrijk moest reizen, en na zijn pensionering in 1995 legde hij zich toe op verhuur van onroerend goed. Fritzl stond bekend als een belangrijk man in Amstetten.
Buren, huurders en kennissen viel het echter al op dat Fritzl zeer autoritair kon zijn. Klasgenoten van dochter Elizabeth viel het stille gedrag van het meisje al op. Als Fritzl het huis binnenkwam, viel het hele gezin stil en hielden alle kinderen op met spelen. In 1967 was Fritzl al tot 18 maanden celstraf veroordeeld wegens verkrachting, waarvan hij een jaar had uitgezeten. Nadien zou hij tegen zijn psychiater verklaren dat hij geboren was om te verkrachten, en nadat hij zijn dochter Elizabeth op 11-jarige leeftijd begon te misbruiken begon hij tevens met de aanleg van een kelder om haar in op te sluiten als seksslavin. In 1983 liep Elizabeth, die inmiddels aan een opleiding tot serveerster was begonnen, van huis weg. De politie vond haar enkele weken later in Wenen en bracht haar terug naar huis. In 1984 lokte Fritzl Elizabeth naar de kelder, bedwelmde haar, en sloot haar op. Hij gaf zijn dochter op als vermist en dwong haar een brief te schrijven waarin ze schreef dat ze was weggelopen om zich bij een sekte aan te sluiten; de brief was in Braunau gepost. Omdat ze al eerder was weggelopen, liet de politie het hierbij. Ook zijn vrouw Rosemarie accepteerde het verhaal en had geen argwaan.
Omdat Fritzl voor zijn werk veel van huis was kon hij ongemerkt boodschappen doen in ver weg gelegen supermarkten waar men hem niet kende, om voedsel en drank voor zijn opgesloten kinderen te kopen, en eveneens hun afval dumpen. Eens nam hij zelfs sneeuw mee de kelder in om de kinderen te laten voelen; ze hadden nog nooit echte sneeuw gezien. Omdat hij zo gewelddadig en autoritair was en zijn vrouw en kinderen bang voor hem waren, durfde niemand in de buurt van de kelderdeur te komen, dit was Fritzls terrein. Alles was tot in de details gepland en omdat Fritzl geen fouten maakte konden de opsluiting en het misbruik 24 jaar lang voortduren.
Op 19 maart 2009 werd Fritzl tot levenslange gevangenisstraf veroordeeld voor incest, verkrachting, slavernij en moord. Hij werd opgesloten in een psychiatrische instelling. Fritzl veranderde zijn familienaam in Mayrhoff. In januari 2024 oordeelde een Oostenrijkse rechtbank dat hij naar een gewone gevangenis moet overgeplaatst worden omdat een psychiatrisch rapport concludeerde dat hij geen gevaar meer vormde voor de maatschappij daar hij aan dementie lijdt. Het parket kan nog beroep aantekenen.

## Kinderen
24 jaar lang zat Elizabeth opgesloten in de kelder. In deze periode is ze naar schatting ongeveer 3000 keer door Fritzl verkracht. Uit het misbruik werden zeven kinderen geboren die in 2008 tussen de vijf en negentien jaar oud waren. Fritzl weigerde Elizabeth medische hulp te geven uit angst voor ontdekking en liet haar de kinderen in de kelder ter wereld brengen. Hoewel Fritzl de kelder uitbreidde, raakte deze door de kinderen te vol; bovendien was er een risico dat huurders of buren geluiden zouden horen.
Drie kinderen (Lisa, Monika en Alexander) werden daarom door Josef Fritzl als baby uit de kelder gehaald en door hem en zijn vrouw Rosemarie opgevoed. Ze werden 'te vondeling gelegd' voor de huisdeur opdat Rosemarie ze zou vinden, telkens vergezeld van een brief van Elizabeth met de mededeling dat het haar kind was en het verzoek niet naar haar op zoek te gaan maar voor haar kindje te zorgen.
Eén kind (Michael, de helft van een tweeling) overleed enkele dagen na de geboorte. Het lijkje van Michael werd door Fritzl verbrand in een oven. De andere drie kinderen (Kerstin, Stefan en Felix) bleven met Elisabeth gevangen in de kelder. Zij kwamen nooit naar buiten en gingen dus niet naar school. Alleen door de televisie wisten ze iets van de buitenwereld af. Elizabeth trachtte hen zo goed en zo kwaad als het onder deze omstandigheden kon een opvoeding te geven.
Met zijn vrouw Rosemarie, met wie hij in 1956 trouwde, heeft Fritzl ook zeven kinderen.

## Ontdekking en bekentenis

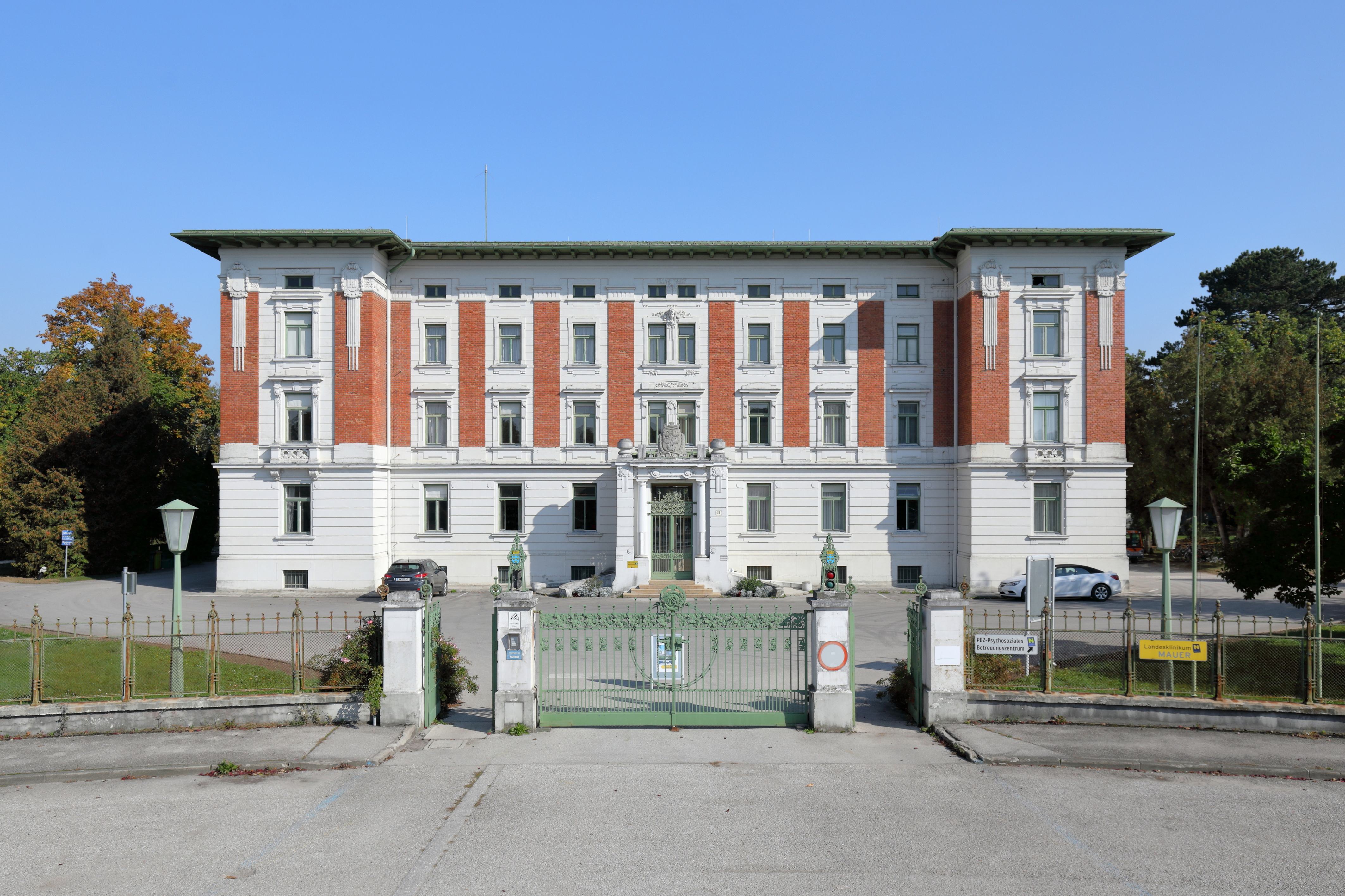
Het ziekenhuis van Amstetten, waar Kerstin Fritzl heen werd gebracht en de autoriteiten voor het eerst van de zaak vernamen

De zaak kwam aan het licht toen Kerstin (19), het oudste (klein)kind in de kelder, ernstig ziek werd. Elisabeth wist haar vader ervan te overtuigen dat de inmiddels bewusteloze Kerstin naar het ziekenhuis moest. Omdat Josef Fritzl Kerstin niet alleen kon dragen, moest Elisabeth helpen en zo kwam zij op 19 april 2008 voor het eerst in 24 jaar buiten. Vervolgens werd ze weer opgesloten bij haar zoons Stefan (18) en Felix (6).
Kerstin werd direct opgenomen op de intensive care. Zij had een door Josef Fritzl aan Elisabeth gedicteerde brief bij zich, waarin Elisabeth verklaarde de moeder te zijn en Kerstin bij de grootouders te hebben gebracht voor medische hulp, een verhaal zoals Josef Fritzl dat al eerder had gebruikt om drie andere kinderen van Elisabeth naar de "bovenwereld" te kunnen brengen.
Kerstin was echter, in tegenstelling tot de drie andere kinderen, geen baby meer, maar al 19 jaar en stond nog nergens ingeschreven. Ze had geen medisch dossier, waardoor gerichte medische hulp erg bemoeilijkt werd. Het merkwaardige verhaal deed de dienstdoende arts Albert Reiter besluiten de autoriteiten in te lichten.
In de volgende dagen begonnen de media met oproepen aan de moeder om zich te melden om wellicht het leven van Kerstin te redden. Elisabeth zag de oproep in de keldergevangenis op de televisie, waarna ze haar vader ervan wist te overtuigen haar naar het ziekenhuis te brengen. Op 26 april 2008, een week na de opname van Kerstin, werd Elisabeth door haar vader naar het ziekenhuis gebracht. Dr. Reiter had de politie van de komst van Elisabeth op de hoogte gebracht en zo werden Elisabeth (die nog steeds als vermist stond opgegeven) en haar vader bij vertrek uit het ziekenhuis aangehouden.
Op het politiebureau werden Josef Fritzl (op dat moment nog geen verdachte) en Elisabeth in afzonderlijke kamers verhoord. Naar verluidt was Josef Fritzl onrustig en keek hij vaak naar de deur. Elisabeth vertelde haar verhaal pas nadat de rechercheurs haar duidelijk hadden gemaakt dat ze zou worden aangeklaagd wegens de verwaarlozing van Kerstin. Ze stelde als voorwaarde dat ze haar vader nooit meer zou hoeven zien, zodat hij haar en haar kinderen geen kwaad meer zou kunnen doen.
Bij de woning van de familie Fritzl trof de politie die avond de broers Stefan en Felix aan, die zich toen niet meer in de kelder bevonden. Josef Fritzl had bij het vertrek naar het ziekenhuis zijn vrouw Rosemarie, die van de situatie niets afwist, op de mouw gespeld dat dit weer kinderen van Elisabeth waren die op de stoep waren achtergelaten. De drie "bovengronds" opgevoede kinderen van Elisabeth waren naar zijn zeggen te vondeling gelegd door zijn dochter Elisabeth, die zelf bij een sekte zou zitten. Ook de buurtbewoners hadden al die tijd geen argwaan. Een dag na zijn arrestatie legde de man een uitgebreide bekentenis af.
Fritzl ontkende aanvankelijk al het misbruik en verklaarde op zijn proces dat hij zijn dochter en haar kinderen in de kelder hield voor hun eigen bestwil; om ze te beschermen tegen de boze buitenwereld. Op de derde dag van zijn proces, na de verklaring van Elizabeth, brak hij echter, bekende alles en getuigde spijt. Fritzl is tot levenslange gevangenisstraf veroordeeld en heeft afgezien van hoger beroep, hij zit opgesloten in de gevangenis van Sankt Pölten.
In juni 2013 werd de kelder op verzoek van familieleden van Fritzl volgestort met beton. Het huis boven de kelder werd te koop gezet.

## Behandeling en herstel
Elisabeth, Rosemarie, Stefan, Felix en de drie bovengronds opgegroeide kinderen Lisa (16), Monika (15) en Alexander (12) werden opgevangen in een aparte vleugel van Landesklinikum Mostviertel Amstetten. Kerstin werd tot 15 mei 2008 in een kunstmatige coma gehouden en Elisabeth, Stefan en Felix werden zeer voorzichtig aan daglicht en grotere ruimtes blootgesteld. De toestand van Kerstin verbeterde licht.
Tijdens Pinksteren verscheen er een interview met Elisabeth Fritzl in de Daily Mirror en de Daily Mail.
Berthold Kepplinger gaf aan dat de bevrijde familie nog enkele maanden in het Landesklinikum Mostviertel Amstetten zou blijven. Van de familie Fritzl waren Kerstin (coma), Rosemarie (hartproblemen) en Stefan (apathie) er het ergst aan toe.
Lisa, Monika en Alexander gingen in september 2008 weer naar school.
Op 10 juni 2008 werd in diverse media gemeld dat de oudste dochter Kerstin het ziekenhuis had verlaten en zich bij haar familie had gevoegd. De behandelend artsen verwachtten dat ze zich volledig zou kunnen herstellen van haar levenslange opsluiting. Zij en haar oudste broer Stefan zouden volgens de artsen echter vermoedelijk het langst de naweeën van hun gevangenschap ondervinden.
Het gezin werd voortdurend belaagd door paparazzi en kwam daarom onder bescherming van politie en particuliere bewakingsdiensten. Desondanks slaagden de familieleden erin om activiteiten – ook buiten de kliniek – te ondernemen.
Van de familie zou in elk geval Rosemarie (de moeder van Elisabeth) de kliniek Amstetten-Mauer hebben verlaten en in een appartement op een geheime locatie verblijven. Er ontstond onenigheid tussen Rosemarie en Elisabeth: de bovengrondse kinderen bleven Rosemarie moeder noemen in plaats van grootmoeder en Elisabeth accepteerde dat niet. Elisabeth vond ook dat haar moeder jarenlang te weinig had gedaan om haar te beschermen, zeker toen zij nog niet opgesloten was, en dat zij onvoldoende naar haar gezocht had toen Fritzl beweerde dat zij weggelopen was. Later normaliseerde hun relatie weer.
Elisabeth trouwde met een 23 jaar jongere man die deel uitmaakte van haar bewaking.

## Chronologisch overzicht van de gebeurtenissen
| Datum       | Omschrijving |
| ----------- | --- |
| 08 apr 1966 | Elisabeth wordt geboren. |
| 1967        | Josef Fritzl wordt veroordeeld voor het verkrachten van een 24-jarige vrouw. Ook doet hij in dit jaar een poging tot verkrachting van een 21-jarige vrouw.                                  |
| 28 aug 1984 | Elisabeth wordt in de kelder opgesloten. |
| 1989        | Kerstin wordt geboren en blijft in de kelder. |
| 1990        | Stefan wordt geboren en blijft in de kelder. |
| 19 mei 1993 | Een meisje van negen maanden, Lisa, wordt gevonden en in het gezin opgenomen. |
| 15 dec 1994 | Een meisje van tien maanden, Monika, wordt gevonden en in het gezin opgenomen. |
| 03 aug 1997 | Een jongen van vijftien maanden, Alexander, wordt gevonden en in het gezin opgenomen. Zijn tweelingbroer was, naar later zou blijken, na de geboorte gestorven en door de vader weggewerkt. |
| 16 dec 2002 | Felix wordt geboren en blijft in de kelder. |
| 19 apr 2008 | Kerstin wordt uit de kelder gehaald en naar het ziekenhuis gebracht. |
| 26 apr 2008 | Elisabeth wordt op eigen aandringen naar het ziekenhuis gebracht. Felix en Stefan worden ook bevrijd. Ze komen zogenaamd met hun moeder uit een sekte.                                      |
| 26 mei 2008 | Kerstin wordt uit haar kunstmatige coma gehaald. |
| 09 jun 2008 | Kerstin wordt herenigd met haar onder- en bovengrondse familieleden en met haar oma. |

## Verloop van het justitieel onderzoek
| Datum       | Omschrijving |
| ----------- | --- |
| 27 apr 2008 | Josef Fritzl wordt op verdenking van incest aangehouden. |
| 27 apr 2008 | De Oostenrijkse politie gaat de verborgen kelder binnen in de tuin van Fritzl. Fritzl verstrekt de code van de toegangsdeur. |
| 28 apr 2008 | Fritzl bekent het opsluiten en misbruiken van zijn 42-jarige dochter. Ook geeft hij toe dat hij meerdere kinderen bij haar heeft verwekt. |
| 29 apr 2008 | Enkele mensen hebben te kennen gegeven dat Fritzl al eerder met justitie in aanraking is geweest. Eind jaren zestig zat hij een straf uit voor een zedendelict. |
| 29 apr 2008 | Fritzl wordt voorgeleid aan een onderzoeksrechter in Sankt Pölten. |
| 29 apr 2008 | DNA-onderzoek wijst uit dat Fritzl inderdaad de vader van de zes kinderen van Elisabeth is. |
| 30 apr 2008 | Bondskanselier Alfred Gusenbauer zegt dat Oostenrijk geen imagoschade heeft opgelopen. |
| 30 apr 2008 | De Oostenrijkse politie onderzoekt eventuele verbanden tussen de moord op de 17-jarige Martina Posch en Josef Fritzl. |
| 01 mei 2008 | De schoonzuster van Fritzl, Christine R., brengt in een interview naar voren dat Fritzl nachtenlang in de kelder doorbracht. |
| 03 mei 2008 | Het blijkt dat Fritzl Elisabeth verkrachtte terwijl de kinderen toekeken. |
| 06 mei 2008 | Volgens Sky News zadelt Fritzl zijn familie en slachtoffers op met een schuld van bijna 2 miljoen euro. |
| 07 mei 2008 | Advocaten Christoph Herbst en Eva Plaz staan de getroffen familie bij. |
| 07 mei 2008 | Christiane Burkheiser van het Openbaar Ministerie verhoort Fritzl. |
| 08 mei 2008 | Fritzls doopceel wordt gelicht door zijn advocaat Rudolf Mayer. |
| 09 mei 2008 | Fritzls voorlopige hechtenis wordt met een maand verlengd. |
| 13 mei 2008 | Na de pinksterdagen wordt onderzocht of Fritzl gas, water en elektriciteit alleen aangelegd kan hebben. |
| 14 mei 2008 | Dr. Adelheid Kastner van het Openbaar Ministerie begint onderzoek naar toerekeningsvatbaarheid van Fritzl. |
| 19 mei 2008 | De politie voert schreeuwtesten uit in de kelder om te kijken of onderhuurders van Fritzl en buren geluiden uit de kelder hadden kunnen horen. |
| 23 mei 2008 | Christiane Burkheiser van het Openbaar Ministerie verhoort Fritzl nogmaals uitvoerig. Fritzl is coöperatief en geeft technische informatie over de kelder. |
| 06 jun 2008 | Fritzls voorlopige hechtenis wordt door het Openbaar Ministerie met nog twee maanden verlengd. |
| 07 jun 2008 | Andrea Humer wordt benoemd tot rechter in de zaak-Fritzl. |
| 24 jun 2008 | Elisabeth Fritzl blijkt nog niet in staat te zijn om haar vader in een rechtszaak te confronteren. |
| 11 jul 2008 | Het verhoor van Elisabeth Frizl gaat officieel van start. |
| 17 jul 2008 | Het blijkt dat de volwassen kinderen van Elisabeth, Kerstin en Stefan, waarschijnlijk zullen weigeren te getuigen. Dit betekent dat de zwaarste aanklachten vermoedelijk niet te bewijzen zullen zijn. Josef Fritzl kan onder Oostenrijks recht slechts voor één daad worden berecht; voor vrijheidsberoving kan hij hooguit tot tien jaar worden veroordeeld. De aanklacht voor verkrachting, die tot 15 jaar cel zou kunnen leiden, berust uitsluitend op de getuigenis van zijn dochter Elisabeth. De minderjarige kinderen mogen volgens Oostenrijks recht niet getuigen. |
| 02 aug 2008 | Het Openbaar Ministerie onderzoekt of Fritzl vervolgd kan worden vanwege slavernij. |
| 12 nov 2008 | Justitie veronderstelt dat Fritzl de tweelingbroer van Alexander vermoord heeft. |
| 18 mrt 2009 | Fritzl bekent ook moord en wederrechtelijke vrijheidsberoving. Eerder bekende hij al verkrachting en incest. Hij zegt spijt te hebben van zijn daden. |
| 19 mrt 2009 | Na nog geen vier uur beraad verklaart de jury Fritzl unaniem schuldig. Hij wordt veroordeeld tot levenslang. |

## Boeken
- Allan Hall, Monster (oorspronkelijke titel Monster) 2008, Uitgeverij Bert Bakker, ISBN 978 90 351 3367 9. Vertaling Mario Molegraaf
- John Glatt, De kelderkinderen (oorspronkelijke titel Secrets in the cellar) 2008, Uitgeverij TM Trademark, ISBN 978 90 499 0082 3.
- Stefanie Marsh & Bojan Pancevski, De Patriarch, de zaak-Josef Fritzl (oorspronkelijke titel The crimes of Josef Fritzl) 2009, Uitgeverij de Fontein, ISBN 978 90 261 2589 8. Vertaling Kris Eikelenboom